# Meucat (Batee)
Meucat is een bestuurslaag in het regentschap Pidie van de provincie Atjeh, Indonesië. Meucat telt 219 inwoners (volkstelling 2010).